# 러시아에 있어서 자본주의의 발전
《러시아에 있어서 자본주의의 발전》(러시아어: Развитие капитализма в России. Процесс образования внутреннего рынка для крупной промышленности)은 레닌이 1899년에 출판한 책이다. 1895년 12월에 반차르 운동에 가담한 혐의로 체포되어 14개월간 옥중생활을 한 후, 유형지 슈센스코에에서 완성한 이 책은 마르크스의 재생산론(再生産論)을 현실의 자본주의 분석에 적용한 것이다. 레닌은 나로드니키주의와 합법 마르크스주의(Legal Marxism)와의 2면적인 투쟁과 지양을 통해 전체성(全體性) 논리로서의 유물사관을 주장한다. 그는 유물론적 견해를 옹호하여 러시아에서의 자본주의 발달 검증이라는 구체적인 분석 작업과 결부시켰다.

## 참고 문헌
- 이 문서에는 다음커뮤니케이션(현 카카오)에서 GFDL 또는 CC-SA 라이선스로 배포한 글로벌 세계대백과사전의 내용을 기초로 작성된 글이 포함되어 있습니다.